# Marie-Gabrielle Ineichen-Fleisch
Marie-Gabrielle Ineichen-Fleisch (Lausana, 1 de julio de 1961) es una política y empresaria suiza, miembro del Partido Liberal-Radical, secretaria de Estado y directora de la Secretaría de Estado de Economía.

## Biografía
Ineichen-Fleisch se graduó en Derecho por la universidad de Berna en 1987 y, más tarde, realizó un MBA en el INSEAD. Trabajó en diferentes instituciones internacionales como el Banco Mundial, hasta que fue contratada por la Secretaría de Estado de la economía (SECO) en 1999 como delegada suiza en la Organización Mundial del Comercio (OMC). Ocupó ese puesto durante 13 años antes de ser nombrada directora del centro de prestaciones de Comercio mundial, directora de asuntos económicos exteriores del SECO y delegada del Consejo federal (Suiza) para los acuerdos comerciales.
El 2 de febrero de 2011, el Consejo federal, a propuesta del ministro Johann Schneider-Ammann, la nombra secretaria de Estado de Economía, en sustitución de Jean-Daniel Gerber. Fue la primera mujer en ocupar una secretaría de Estado en Suiza.

### Crisis de la Covid-19
En abril de 2020, como responsable de la SECO, afirmó que para salir lo antes posible de la crisis sanitaria, las autoridades de la SECO y de la Oficina federal de Sanidad pública (OFSP) estudian diferentes escenarios, dependiendo de la evolución de la pandemia.